# Toni Babl
Anton "Toni" Babl (Miesbach, 4 december 1906 - Bonn, 19 juni 1936) was een Duits motorcoureur die vooral furore maakte in de zijspanklasse. 

## Carrière
Toni Babl stond bekend als zijspan-heuvelklimspecialist. Hij won tussen 1927 en 1935 heuvelklimwedstrijden in Ratisbona, de Kesselberg, de Galsberg, de Freiburger Bergrennen (4 keer) en de Feldbergrennen met een zelfbouw-Douglas-zijspancombinatie. In 1932 werd hij Duitse Bergmeister met een 600cc-Victoria. In 1934 werd hij met een Douglas Duits kampioen in de 1000cc-zijspanklasse. In 1936 stapte hij als fabriekscoureur over naar DKW en met bakkenist Julius Beer werd hij tweede in de Eilenriederennen en won hij de Solituderennen, de Grand Prix van Zwitserland en de Kölner Stadtwaldrennen. 

## Overlijden
Tijdens de trainingen op de Eifelring op 13 juni 1936 verongelukten Babl en Beer met hun Douglas-zijspancombinatie. Ze sloegen enkele malen over de kop. Toni Babl werd met een hersenschudding en verwondingen in het gezicht naar het ziekenhuis in Adenau gebracht. Zijn toestand verslechterde echter en toen hij het bewustzijn verloor werd hij overgebracht naar het Universiteitsziekenhuis in Bonn. Hij kwam echter niet meer bij kennis en overleed enkele dagen later op 19 juni.  
Toni Babl werd korte tijd later onder grote belangstelling van stadgenoten en collega-coureurs bijgezet in zijn geboortestad Miesbach. 
Julius Beer herstelde van zijn verwondingen en werd in 1937 als bakkenist van Hans Schumann Duits zijspankampioen. 

## Trivia

### Raceverbod
In de jaren 1936 en 1937 gebeurden er veel dodelijke ongevallen met zijspanracers in Duitsland. Naast Toni Babl verongelukten ook Karl Braun, Albert Schneider, Hans Schneider en Josef Lohner. In 1938 verbood het Nationalsozialistisches Kraftfahrkorps alle zijspanraces in Duitsland. De races op de Solitudering, het Schleizer Dreieck en de Feldbergrennen werden helemaal verboden. Pas na de Tweede Wereldoorlog mocht er weer met zijspannen geracet worden. 